# Síndrome de Fanconi
La síndrome de Fanconi és una malaltia del ronyó caracteritzada per una alteració dels túbuls renals proximals que causa que per l'orina s'eliminin quantitats excessives de diverses substàncies: glucosa, fosfats, hidrogencarbonat i aminoàcids. Pren el nom del pediatre suís Guido Fanconi i aquesta síndrome no s'ha de confondre amb l'anèmia de Fanconi que és una malaltia totalment diferent.

## Etiologia
Pot ser d'origen genètic i transmetre's segons un patró autosòmic recessiu. De vegades es presenta associada a altres malalties també congènites, com la cistinosi i la malaltia de Wilson.
En altres casos és un trastorn adquirit. Les causes possibles són diverses: administració de fàrmacs com la 6-mercaptopurina, trasplantament renal, intoxicació per metalls pesants, amiloidosi o mieloma múltiple.